# Sigalegalephrynus
Sigalegalephrynus é um género de anfíbios da família Bufonidae. É endémico da Indonésia.

## Espécies
- Sigalegalephrynus burnitelongensis Sarker, Wostl, Thammachoti, Sidik, Hamidy, Kurniawan, and Smith, 2019
- Sigalegalephrynus gayoluesensis Sarker, Wostl, Thammachoti, Sidik, Hamidy, Kurniawan, and Smith, 2019
- Sigalegalephrynus harveyi Sarker, Wostl, Thammachoti, Sidik, Hamidy, Kurniawan, and Smith, 2019
- Sigalegalephrynus mandailinguensis Smart, Sarker, Arifin, Harvey, Sidik, Hamidy, Kurniawan, and Smith, 2017
- Sigalegalephrynus minangkabauensis Smart, Sarker, Arifin, Harvey, Sidik, Hamidy, Kurniawan, and Smith, 2017